# Wskaźnik poziomu kosztów
Wskaźnik poziomu kosztów – określa udział kosztów w wartości sprzedanej produkcji, a w przedsiębiorstwie handlowym udział kosztów w stosunku do obrotu. Porównanie wskaźnika poziomu kosztów z kilku okresów daje rzeczywisty obraz gospodarności oraz wykorzystania czynników rzeczowych i siły roboczej w jednostce gospodarczej.
Im niższy jest wskaźnik poziomu kosztów, tym korzystniej można oceniać efektywność ekonomiczną przedsiębiorstwa. Wskaźnik poziomu kosztów, jako stosunek poniesionych kosztów do wartości sprzedanej produkcji lub obrotu towarowego, może być przedstawiany w formie ułamka dziesiętnego lub w postaci procentowej. W praktyce częściej jednak stosuje się oznaczenie procentowe.